# آرتور آسکوئیث
آرتور آسکوئیث (انگلیسی: Arthur Asquith; ۲۴ آوریل ۱۸۸۳ – ۲۵ اوت ۱۹۳۹) فرد نظامی اهل بریتانیا بود.